# Xã Swan, Quận Vinton, Ohio
Xã Swan (tiếng Anh: Swan Township) là một xã thuộc quận Vinton, tiểu bang Ohio, Hoa Kỳ. Năm 2010, dân số của xã này là 916 người.

## Địa lý
Nằm ở phía bắc của quận, nó giáp với các xã sau:
- Xã Washington, Quận Hocking: bắc
- Xã Starr, Quận Hocking: đông bắc
- Xã Brown: đông
- Xã Madison: đông nam
- Xã Elk: nam
- Xã Jackson: tây
- Xã Benton, Quận Hocking: tây bắc

Không có khu tự quản (municipality) nào được đặt tại xã Swan, mặc dù khu chưa hợp nhất Creola nằm ở phần phía nam của xã. Nó cũng chứa 2 khu chưa hợp nhất là Hue và Orland.